# Shin Jae-hyo
Shin Jae-hyo (hangeul : 신재효 ; hanja : 申在孝) (1812–1884) est un artiste coréen lié à la modernisation du Pansori. Il collecte et organise six œuvres majeures, jusqu'alors uniquement transmise dans la tradition orale : Chunhyangga, Simcheongga, Jeokbyeokga (en), Heungbuga, Sugungga (en), et Byunggang Saega.